# Reina King
Reina R. King (* 11. April 1975 in Los Angeles) ist eine US-amerikanische Schauspielerin.

## Leben
Reina King wuchs in Los Angeles als Tochter einer Lehrerin und eines Elektrikers auf, die sich im Jahr 1979 scheiden ließen. Ihre ältere Schwester ist die Schauspielerin Regina King. Beide Namen der Schwestern wurden so gewählt, dass die Übersetzung des Vornamens Queen (Königin) (Reina auf Spanisch und Regina auf Latein) bedeutet, so würden beide Queen King (Königin König) heißen.
Reina King spielte von 1985 bis 1986 in der von Columbia Pictures produzierten Fernsehserie What’s Happening Now! in 15 Folgen den Charakter der kleinen Carolyn. Anschließend hatte sie eine kleine Nebenrolle in der Komödie Traumfrau vom Dienst (Maid to Order, 1987). Im Jahr darauf hatte sie eine Gastrolle in der Fernsehserie 227, in der ihre ältere Schwester mitarbeitete. In der Dramedy von Richard Donner, Die Geister, die ich rief …, stand sie neben Bill Murray als Lanell Cooley vor der Kamera. Im Filmdrama Zorniger Schlaf (To Sleep with Anger, 1990) stand sie als Rhonda neben Danny Glover vor der Kamera. Ihre letzte Anstellung beim Film hatte sie 1998 in dem Kurzfilm A Hollow Place, der auf dem Sundance Film Festival vorgestellt wurde.
2024 trat sie für das Filmdrama Shirley in einer Nebenrolle nach 26 Jahren Pause wieder vor die Filmkamera.